# Municipio de Ervin (Dakota del Norte)
El municipio de Ervin (en inglés: Ervin Township) es un municipio ubicado en el condado de Traill en el estado estadounidense de Dakota del Norte. En el año 2010 tenía una población de 160 habitantes y una densidad poblacional de 1,7 personas por km².

## Geografía
El municipio de Ervin se encuentra ubicado en las coordenadas 47°32′55″N 97°2′16″O / 47.54861, -97.03778. Según la Oficina del Censo de los Estados Unidos, el municipio tiene una superficie total de 94.32 km², de la cual 94,28 km² corresponden a tierra firme y (0,04 %) 0,04 km² es agua.

## Demografía
Según el censo de 2010, había 160 personas residiendo en el municipio de Ervin. La densidad de población era de 1,7 hab./km². De los 160 habitantes, el municipio de Ervin estaba compuesto por el 94,38 % blancos, el 0,63 % eran asiáticos, el 3,75 % eran de otras razas y el 1,25 % eran de una mezcla de razas. Del total de la población el 3,75 % eran hispanos o latinos de cualquier raza.